# Taunus

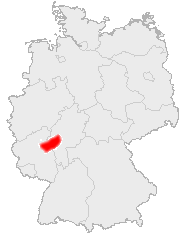
Munţii Taunus în Germania

Taunus este numele unui masiv muntos vechi din landul Hessa, Germania, care aparține de Masivul Șistos Renan, vârful cel mai înalt fiind Großer Feldberg (878 m). Rocile care alcătuiesc munții provin din perioada devoniană (416 - 359 milioane de ani în urmă), iar regiunile împădurite ale acestor munți se numără printre atracțiile turistice importante ale regiunii. Prin Taunus se mai înțelege și regiunea (zona) acestor munți.

## Așezare
În partea de vest Taunusul este limitat de cursul mijlociu al Rinului, care-l separă de zona muntoasă Hunsrück. La granița de nord a munților se află valea râului Lahn și bazinul orașului Limburg an der Lahn. In est munții sunt separați de Depresiunea Hessa prin regiunea Wetterau, iar în sud se află zona viticolă Rheingau. La marginea de sud a munților se găsesc orașele Wiesbaden, Hofheim și Bad Homburg, iar la nord, pe valea Lahnului, se află orașele Bad Ems și Weilburg.

## Ape

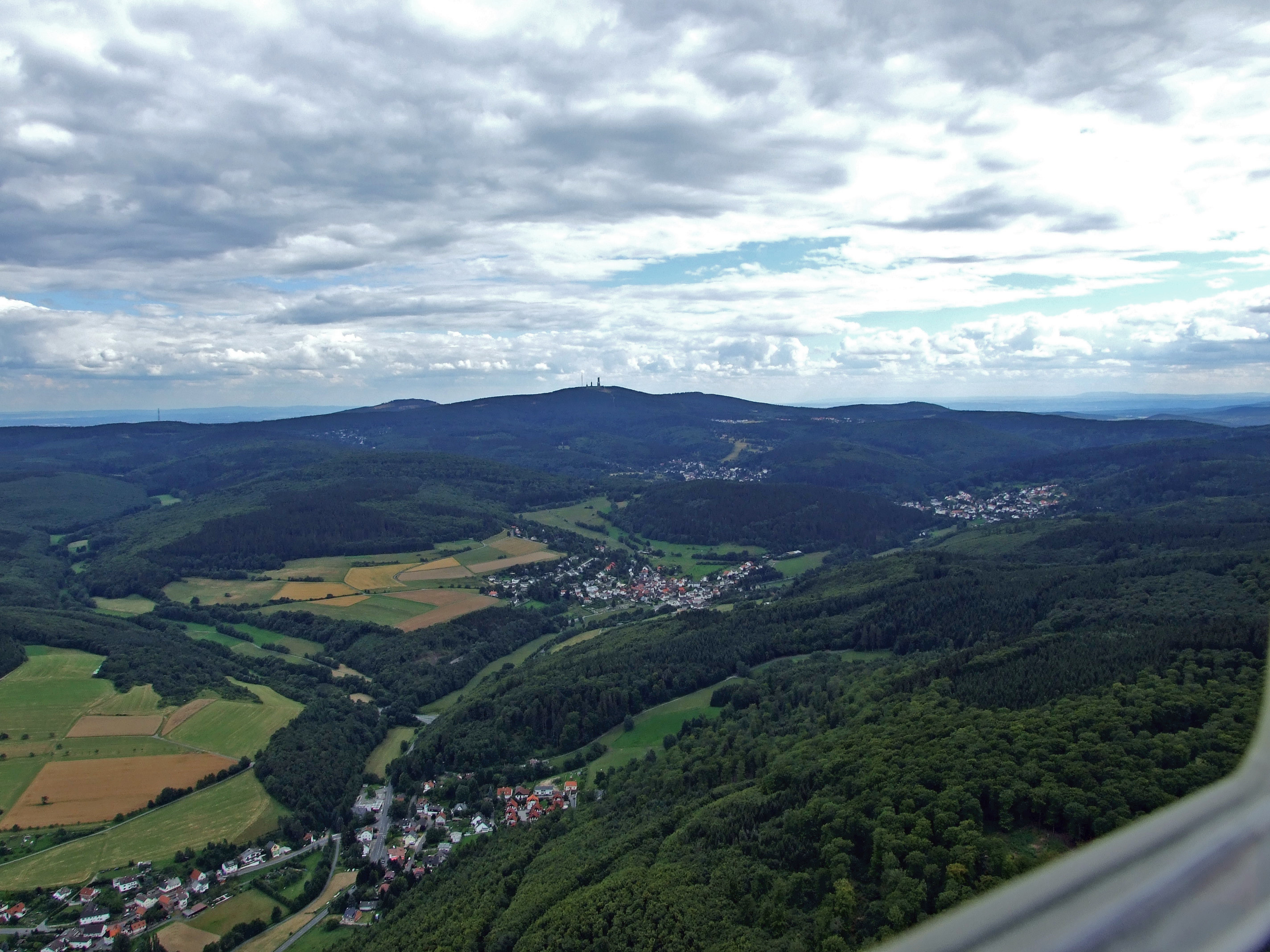
Großer Feldberg şi Pferdskopf

- Lahn
  - Weil
  - Solmsbach
  - Aar
  - Dörsbach
  - Mühlbach
  - Wörsbach
  - Emsbach
- Rin
  - Wispe
  - Lahn
  - Schwarzbach
  - Liederbach
  - Erlenbach

## Munți

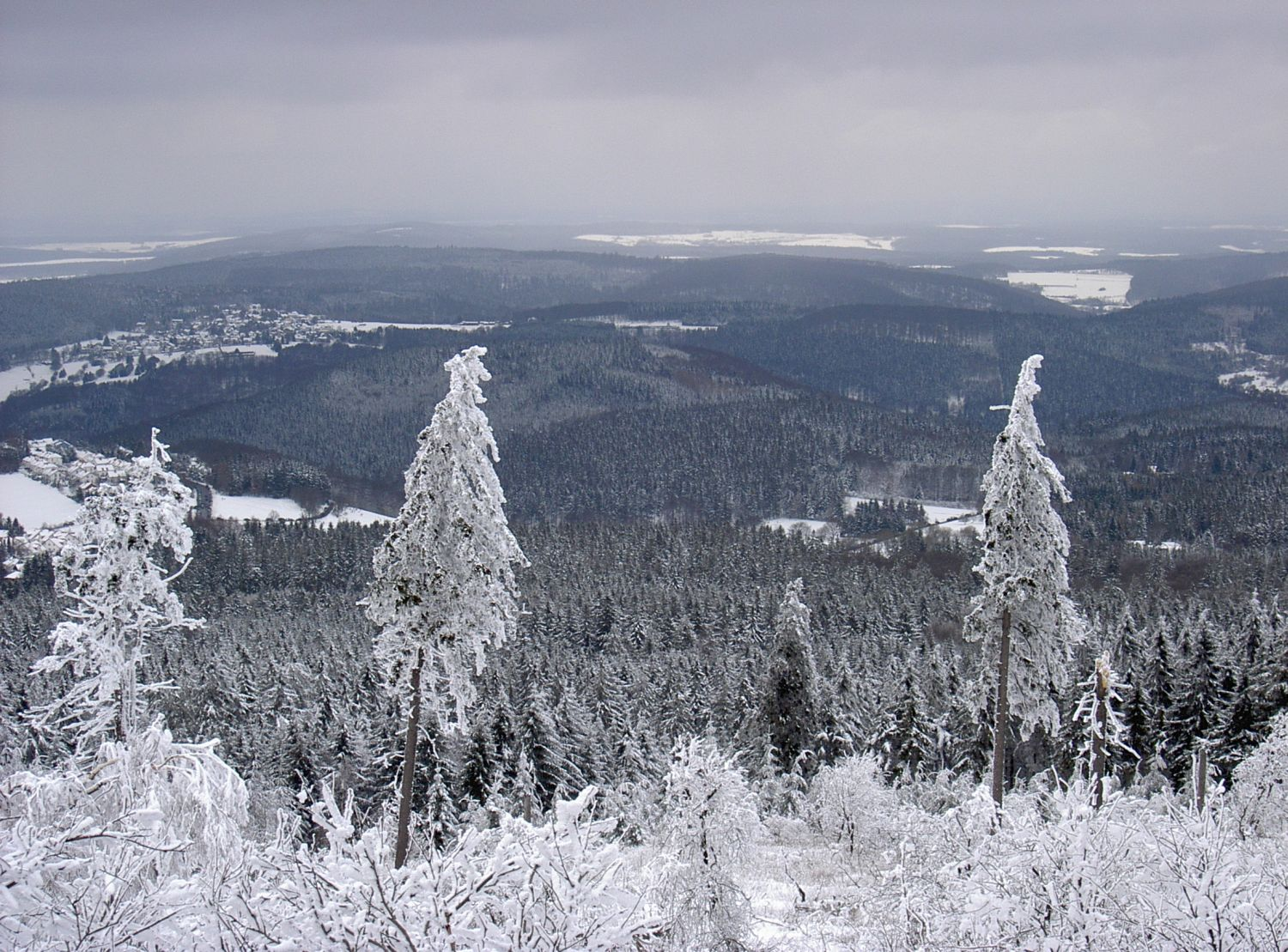
Großen Feldberg din Taunus

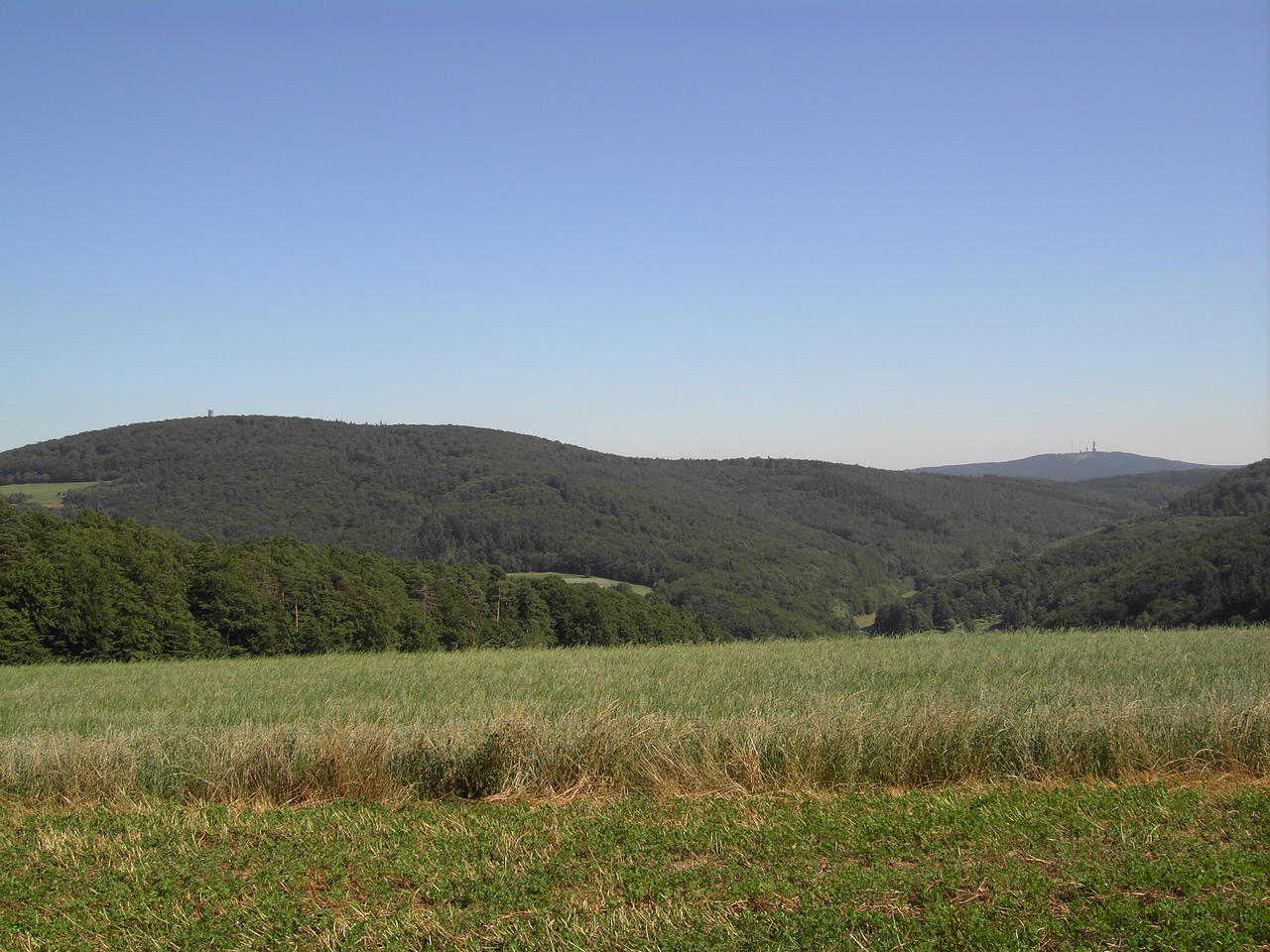
Peisaj: Großer Feldberg şi Pferdskopf

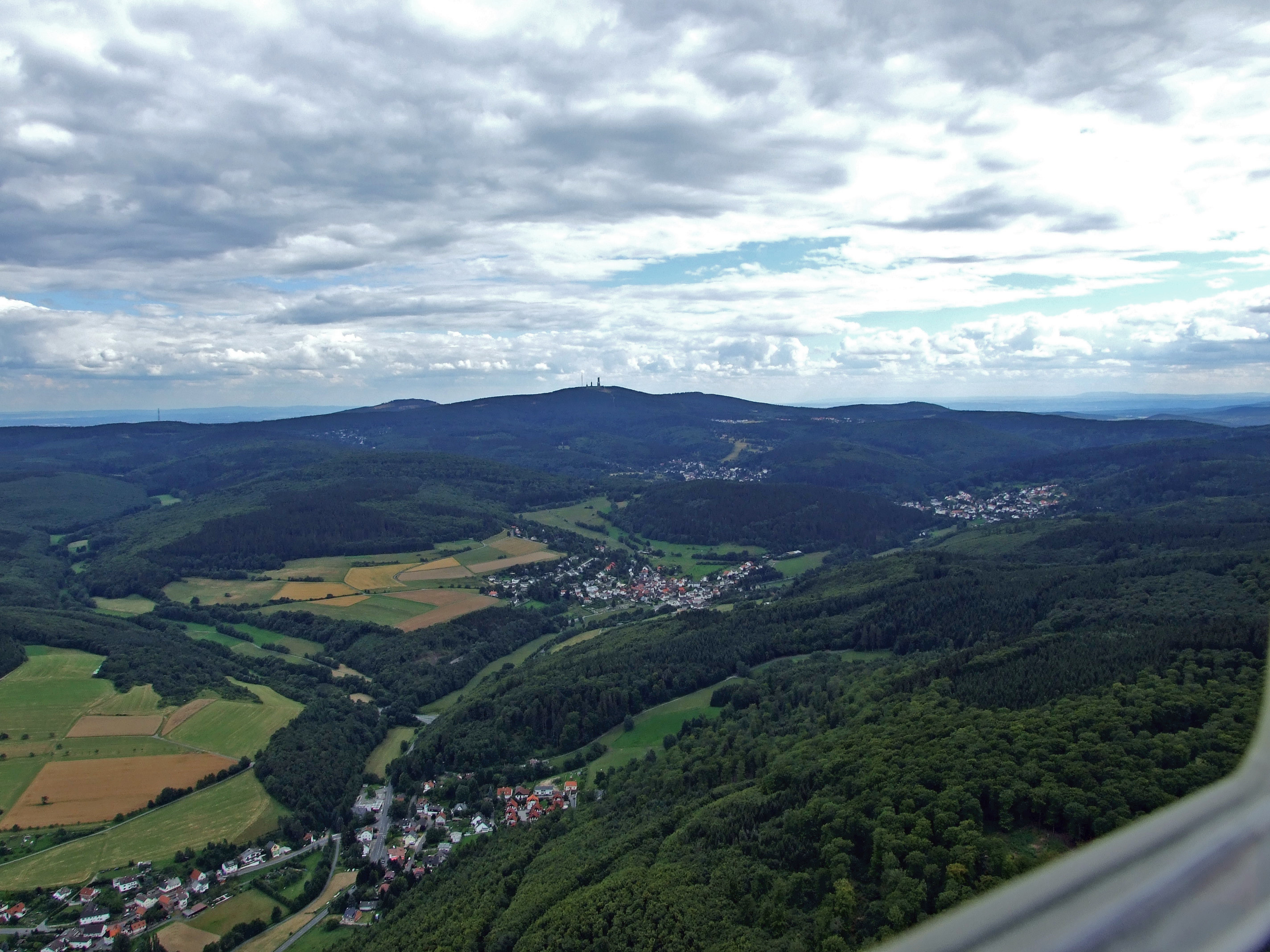
Panorama Taunusului de sus

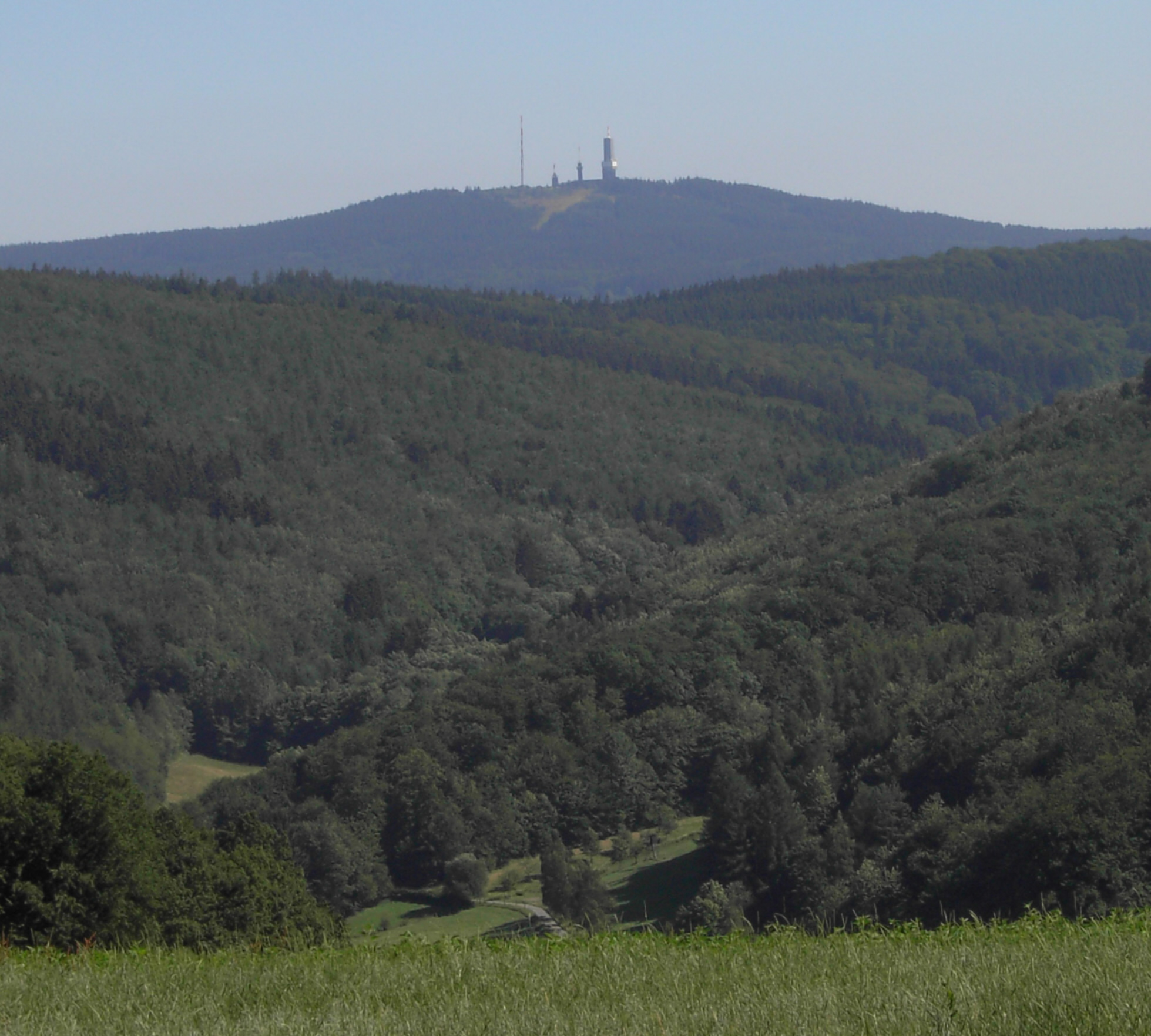
Großer Feldberg văzut

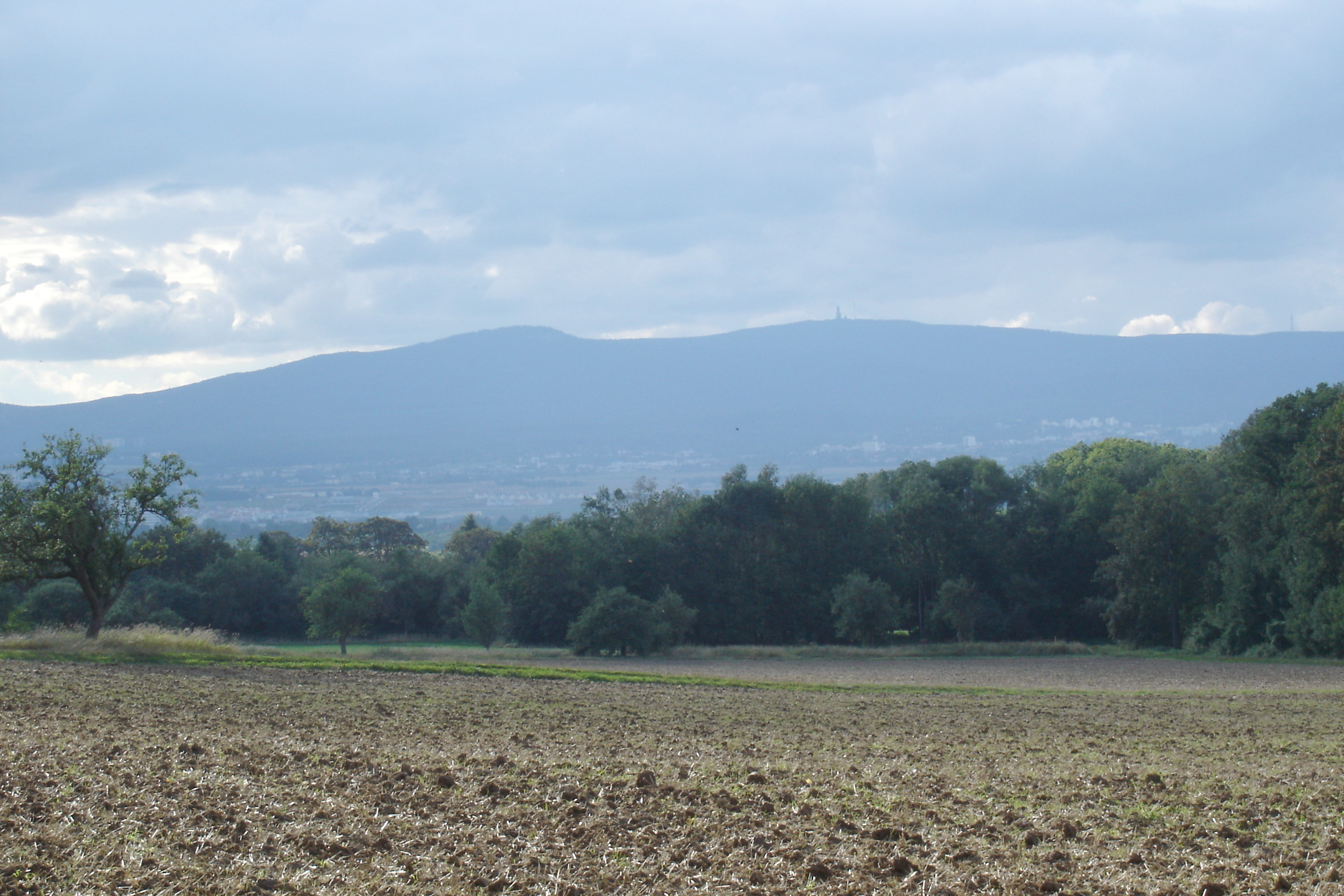
Hochtaunus vom Rhein Main-Gebiet

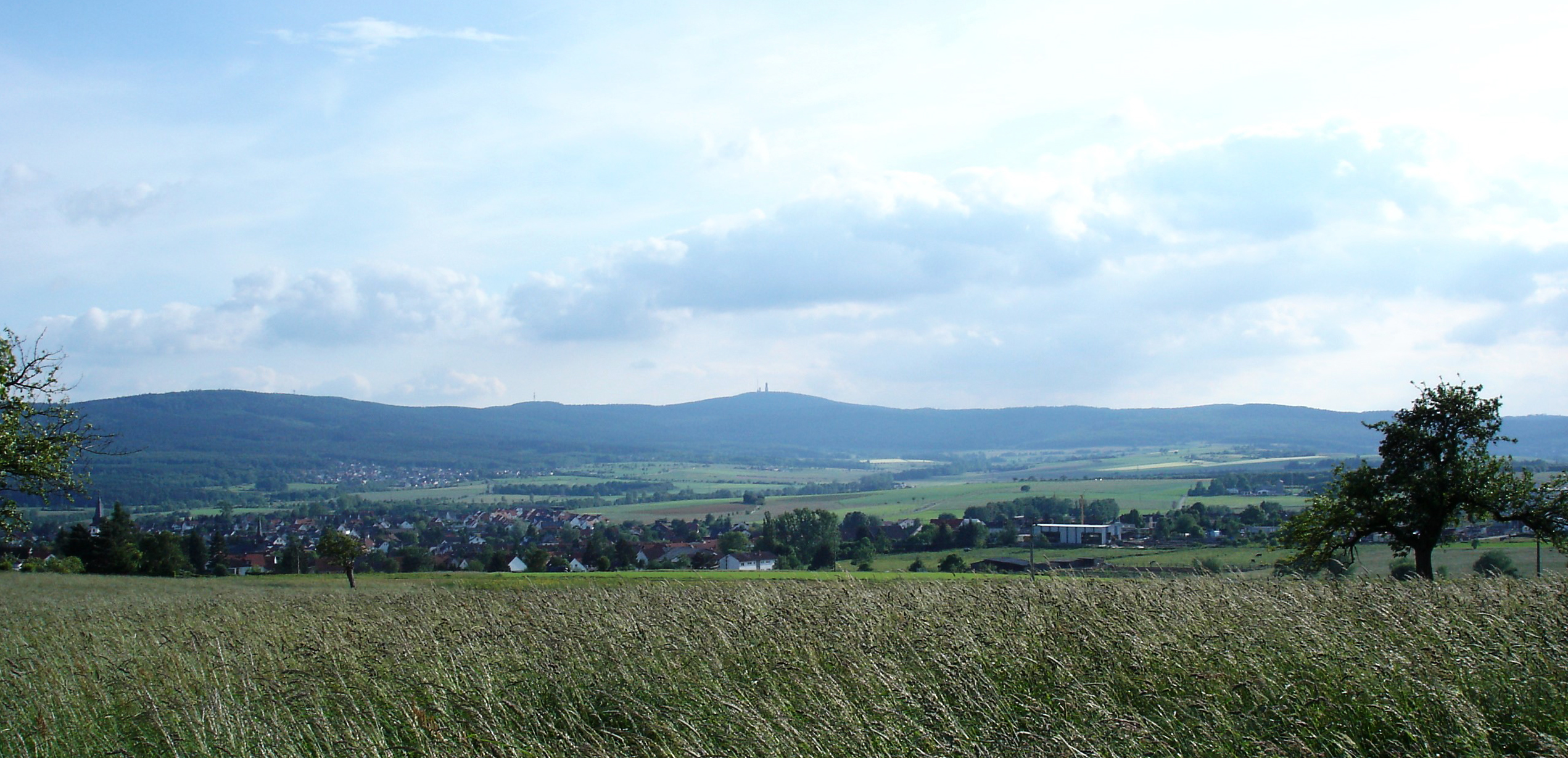
Großer Feldberg din bazinul Usinger (Hintertaunus)

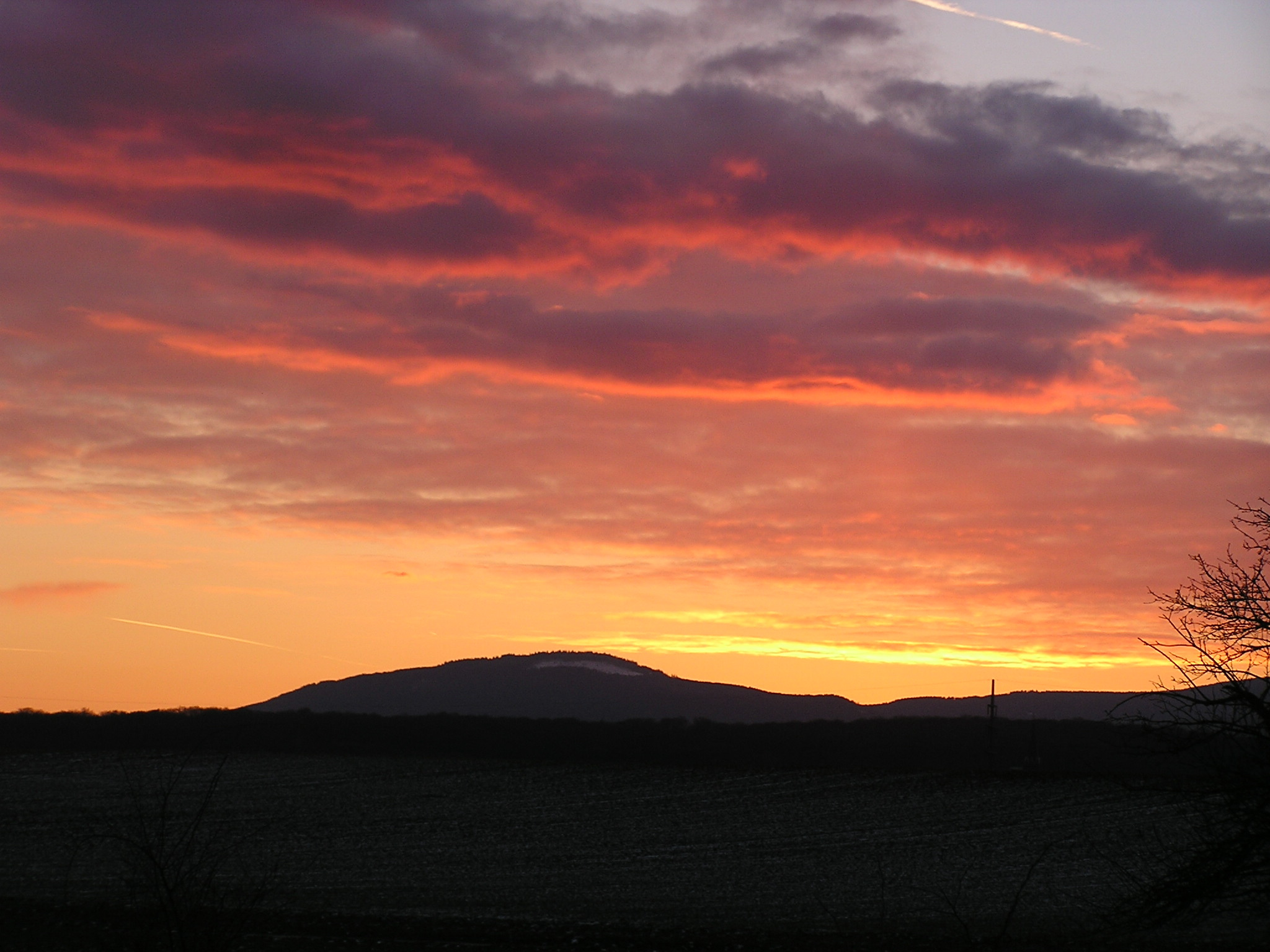
Altkönig

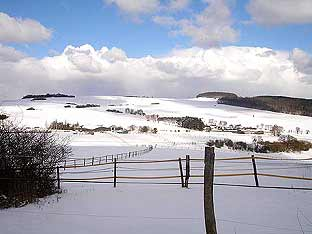
Hühnerküppel

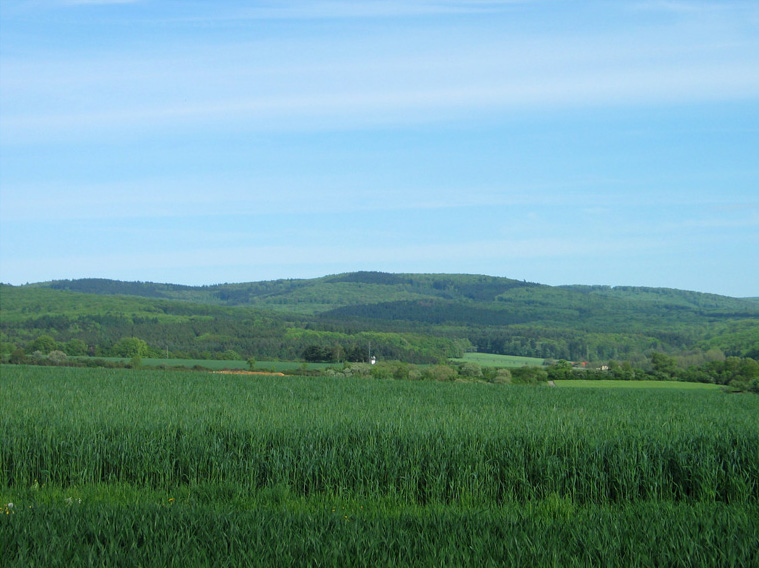
Kuhbett

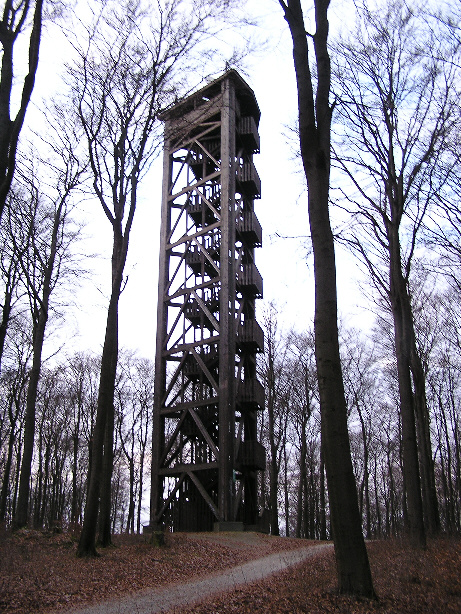
Turn pe Pferdskopf

| Nume                         | Inălțime | District                  | Observații                                     |  |
| ---------------------------- | -------- | ------------------------- | ---------------------------------------------- |  |
| Großer Feldberg              | 878 m    | Hochtaunuskreis           | Turn de televiziune                            |  |
| Kleiner Feldberg             | 826 m    | Hochtaunuskreis           | Taunusobservatorium                            |  |
| Altkönig                     | 798 m    | Hochtaunuskreis           |                                                |  |
| Weilsberg                    | 701 m    | Hochtaunuskreis           |                                                |  |
| Glaskopf                     | 687 m    | Hochtaunuskreis           |                                                |  |
| Fuchsstein                   | 687 m    | Hochtaunuskreis           |                                                |  |
| Kolbenberg                   | 684 m    | Hochtaunuskreis           | Turn de transmisiuni radio                     |  |
| Großer Eichwald              | 683 m    | Hochtaunuskreis           |                                                |  |
| Klingenkopf                  | 683 m    | Hochtaunuskreis           |                                                |  |
| Sängelberg                   | 665 m    | Hochtaunuskreis           |                                                |  |
| Pferdskopf                   | 663 m    | Hochtaunuskreis           |                                                |  |
| Weißeberg                    | 660 m    | Hochtaunuskreis           |                                                |  |
| Zacken                       | 649 m    | Hochtaunuskreis           |                                                |  |
| Krimmelberg                  | 640 m    | Hochtaunuskreis           |                                                |  |
| Hühnerberg                   | 636 m    | Hochtaunuskreis           |                                                |  |
| Weiße Mauer                  | 634 m    | Hochtaunuskreis           |                                                |  |
| Fauleberg                    | 633 m    | Hochtaunuskreis           |                                                |  |
| Roßkopf                      | 632 m    | Hochtaunuskreis           | Turn de transmisiuni radio                     |  |
| Numenlose Anhöhe Punkt 629,3 | 629 m    | Rheingau-Taunus-Kreis     | Cel mai inalt punct inRheingau-Taunus-Kreis    |  |
| Kalte Herberge               | 619 m    | Rheingau-Taunus-Kreis     | Cel mai inalt punct Rheingaugebirges           |  |
| Bremer Berg                  | 619 m    | Hochtaunuskreis           |                                                |  |
| Hohe Wurzel                  | 618 m    | Rheingau-Taunus-Kreis     | Turn de transmisiuni radio                     |  |
| Höllerkopf                   | 616 m    | Hochtaunuskreis           |                                                |  |
| Judenkopf                    | 614 m    | Hochtaunuskreis           |                                                |  |
| Klingenberg                  | 596 m    | Hochtaunuskreis           |                                                |  |
| Hohe Kanzel                  | 592 m    | Rheingau-Taunus-Kreis     |                                                |  |
| Herzberg                     | 591 m    | Hochtaunuskreis           |                                                |  |
| Pfaffenkopf                  | 586 m    | Hochtaunuskreis           |                                                |  |
| Erbacher Kopf                | 580 m    | Rheingau-Taunus-Kreis     |                                                |  |
| Hallgartener Zange           | 580 m    | Rheingau-Taunus-Kreis     |                                                |  |
| Langhals                     | 574 m    | Hochtaunuskreis           |                                                |  |
| Steinkopf                    | 570 m    | Hochtaunuskreis           |                                                |  |
| Eichkopf                     | 563 m    | Main-Taunus-Kreis         | Cel mai inalt punct inMain-Taunus-Kreis        |  |
| Wolfsküppel                  | 545 m    | Hochtaunuskreis           |                                                |  |
| Lindenberg                   | 541 m    | Hochtaunuskreis           |                                                |  |
| Rassel                       | 539 m    | Wiesbaden                 |                                                |  |
| Kuhbett                      | 526 m    | District Limburg-Weilburg |                                                |  |
| Steinkopf                    | 518 m    | Wetteraukreis             | Virfuri Winterstein (482 m), Dachskopf (512 m) |  |
| Hesselberg                   | 518 m    | Wetteraukreis             |                                                |  |
| Rossert                      | 515 m    | Main-Taunus-Kreis         |                                                |  |
| Stückelberg                  | 510 m    | District Limburg-Weilburg |                                                |  |
| Atzelberg                    | 506 m    | Main-Taunus-Kreis         | Atzelbergturm                                  |  |
| Hundskopf                    | 504 m    | Rheingau-Taunus-Kreis     |                                                |  |
| Gickel                       | 505 m    | Wetteraukreis             |                                                |  |
| Markwald                     | 501 m    | Hochtaunuskreis           |                                                |  |
| Großer Lindenkopf            | 499 m    | Rheingau-Taunus-Kreis     |                                                |  |
| Buchwaldskopf                | 492 m    | Rheingau-Taunus-Kreis     |                                                |  |
| Goldgrube (Berg)             | 492 m    | Hochtaunuskreis           |                                                |  |
| Suterkopf                    | 492 m    | District Limburg-Weilburg |                                                |  |
| Hausberg                     | 486 m    | Wetteraukreis             |                                                |  |
| Nesselberg                   | 485 m    | Hochtaunuskreis           |                                                |  |
| Bleibeskopf                  | 480 m    | Hochtaunuskreis           |                                                |  |
| Kellerskopf                  | 474 m    | Wiesbaden                 |                                                |  |
| Kirschenhell                 | 467 m    | Hochtaunuskreis           |                                                |  |
| Kobberg                      | 461 m    | District Limburg-Weilburg |                                                |  |
| Sommerberg                   | 461 m    | District Limburg-Weilburg |                                                |  |
| Staufen                      | 451 m    | Main-Taunus-Kreis         |                                                |  |
| Tannenkopf                   | 455 m    | Hochtaunuskreis           |                                                |  |
| Blumenstück                  | 445 m    | District Limburg-Weilburg |                                                |  |
| Mainzer Kopf                 | 425 m    | Wetteraukreis             |                                                |  |
| Pfingstberg                  | 412 m    | Hochtaunuskreis           |                                                |  |
| Heidelbeerberg (Schrenzer)   | 385 m    | Wetteraukreis             |                                                |  |
| Hühnerküppel                 | 369 m    | District Limburg-Weilburg |                                                |  |
| Kapellenberg                 | 292 m    | Main-Taunus-Kreis         | Meisterturm                                    |  |
| Johannisberg                 | 265 m    | Wetteraukreis             |                                                |  |

## Galerie de imagini

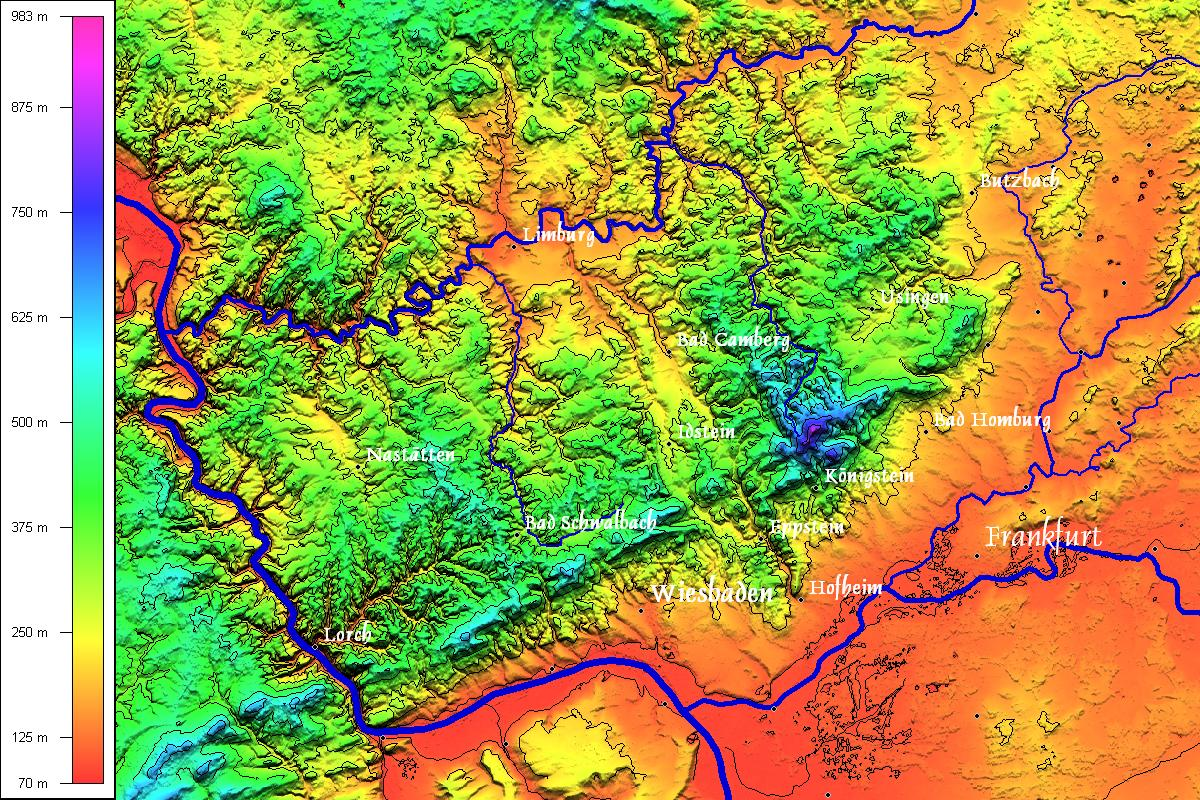
Relieful Taunusului
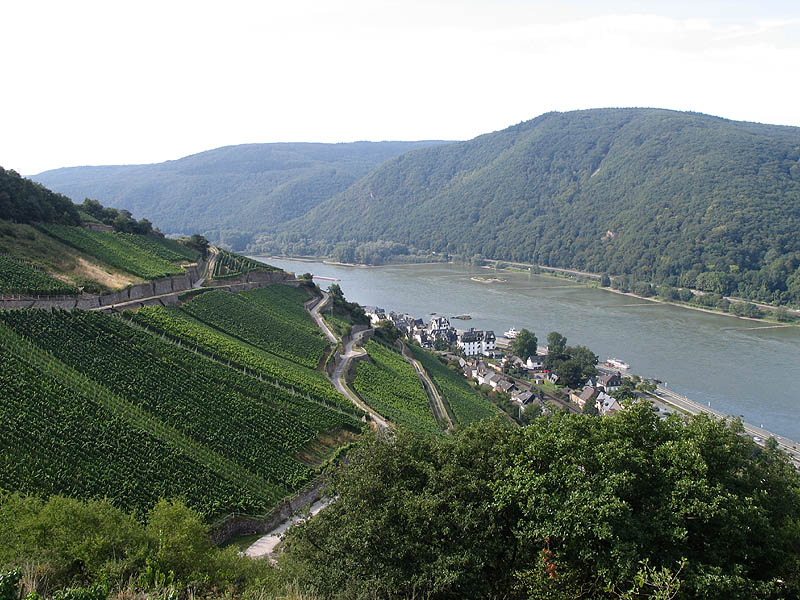
Assmannshausen
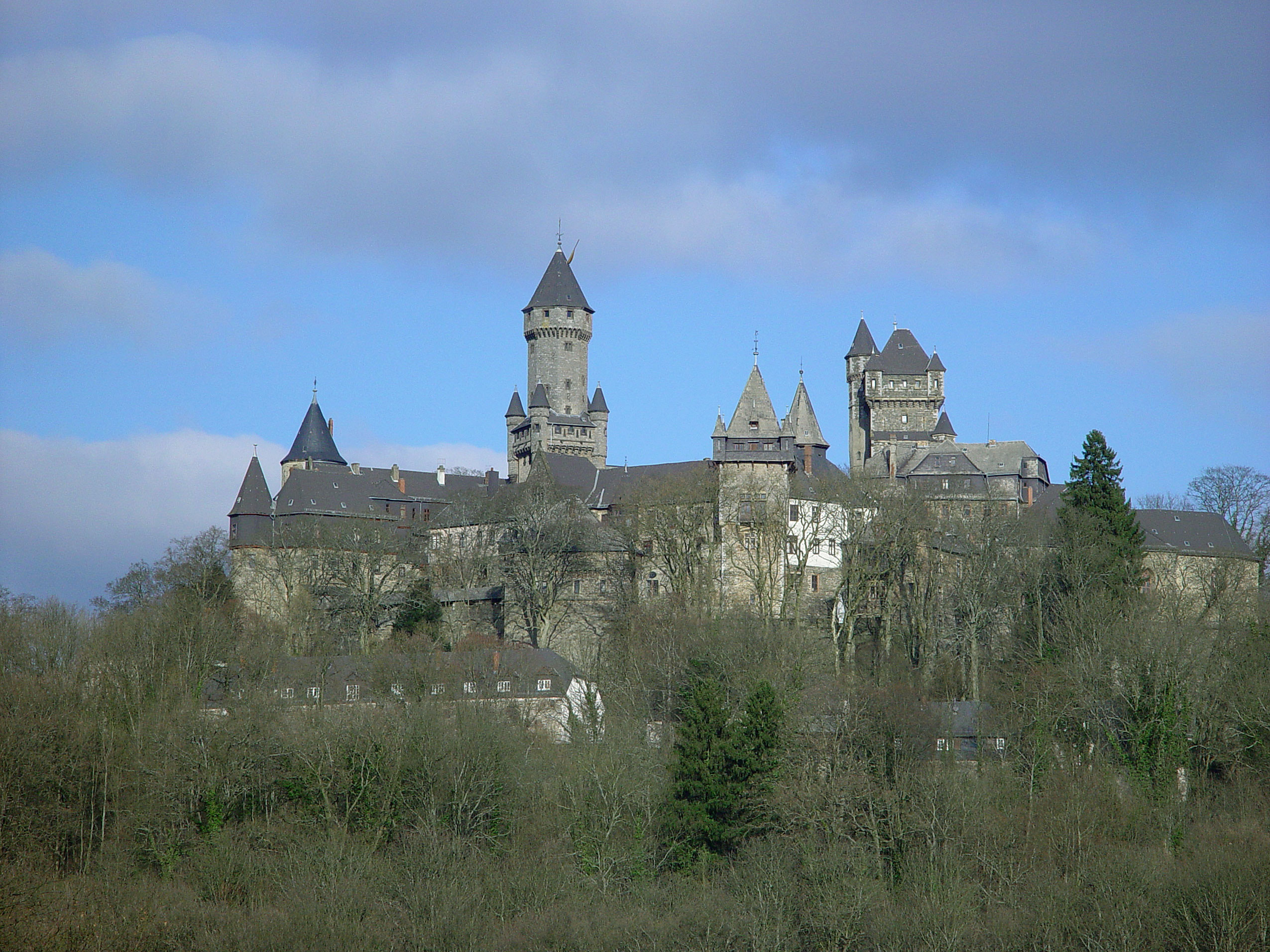
Castelul Braunfels
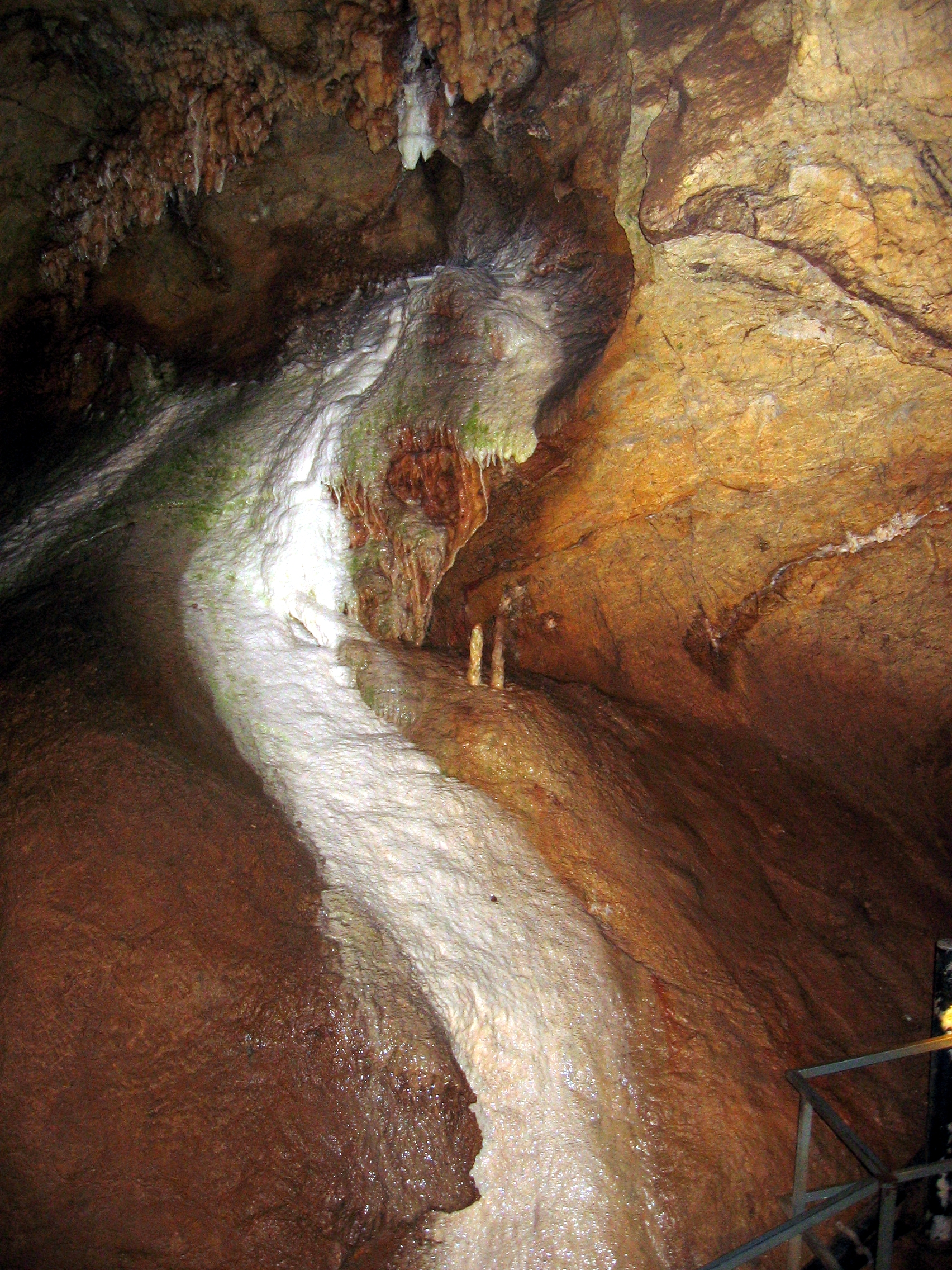
Peştera Kubach

Coordonate: 52° 15′ N, 8° 30′ O